# Municipio de Jackson (condado de Ste. Genevieve)
El municipio de Jackson (en inglés: Jackson Township) es un municipio ubicado en el condado de Ste. Genevieve en el estado estadounidense de Misuri. En el año 2010 tenía una población de 3616 habitantes y una densidad poblacional de 13,97 personas por km².

## Geografía
El municipio de Jackson se encuentra ubicado en las coordenadas 38°2′00″N 90°16′13″O / 38.03333, -90.27028. Según la Oficina del Censo de los Estados Unidos, el municipio tiene una superficie total de 258.77 km², de la cual 251,38 km² corresponden a tierra firme y (2,85 %) 7,38 km² es agua.

## Demografía
Según el censo de 2010, había 3616 personas residiendo en el municipio de Jackson. La densidad de población era de 13,97 hab./km². De los 3616 habitantes, el municipio de Jackson estaba compuesto por el 97,68 % blancos, el 0,28 % eran afroamericanos, el 0,22 % eran amerindios, el 0,14 % eran asiáticos y el 1,69 % eran de una mezcla de razas. Del total de la población el 0,83 % eran hispanos o latinos de cualquier raza.